# Gro Harlem Brundtland
Gro Harlem Brundtland, geboortenaam Gro Harlem (Bærum, 20 april 1939) is een Noors politica en arts. Ze was de eerste vrouwelijke minister-president van Noorwegen, in totaal was ze driemaal premier.

## Biografie

### Jeugd
Harlem werd geboren in een politieke familie. Haar vader Gudmund Harlem was in de jaren 50 en 60 Noors minister van sociale zaken en defensie, ook haar zus Hanne Harlem zou later de politiek ingaan.
In 1963 studeerde Harlem af in de Geneeskunde aan de Universiteit van Oslo. Twee jaar later behaalde ze aan de Harvard University de Master of Public Health.
Van 1968 tot 1974 werkte ze voor de gezondheidsdienst in Oslo.

### Nationale politiek

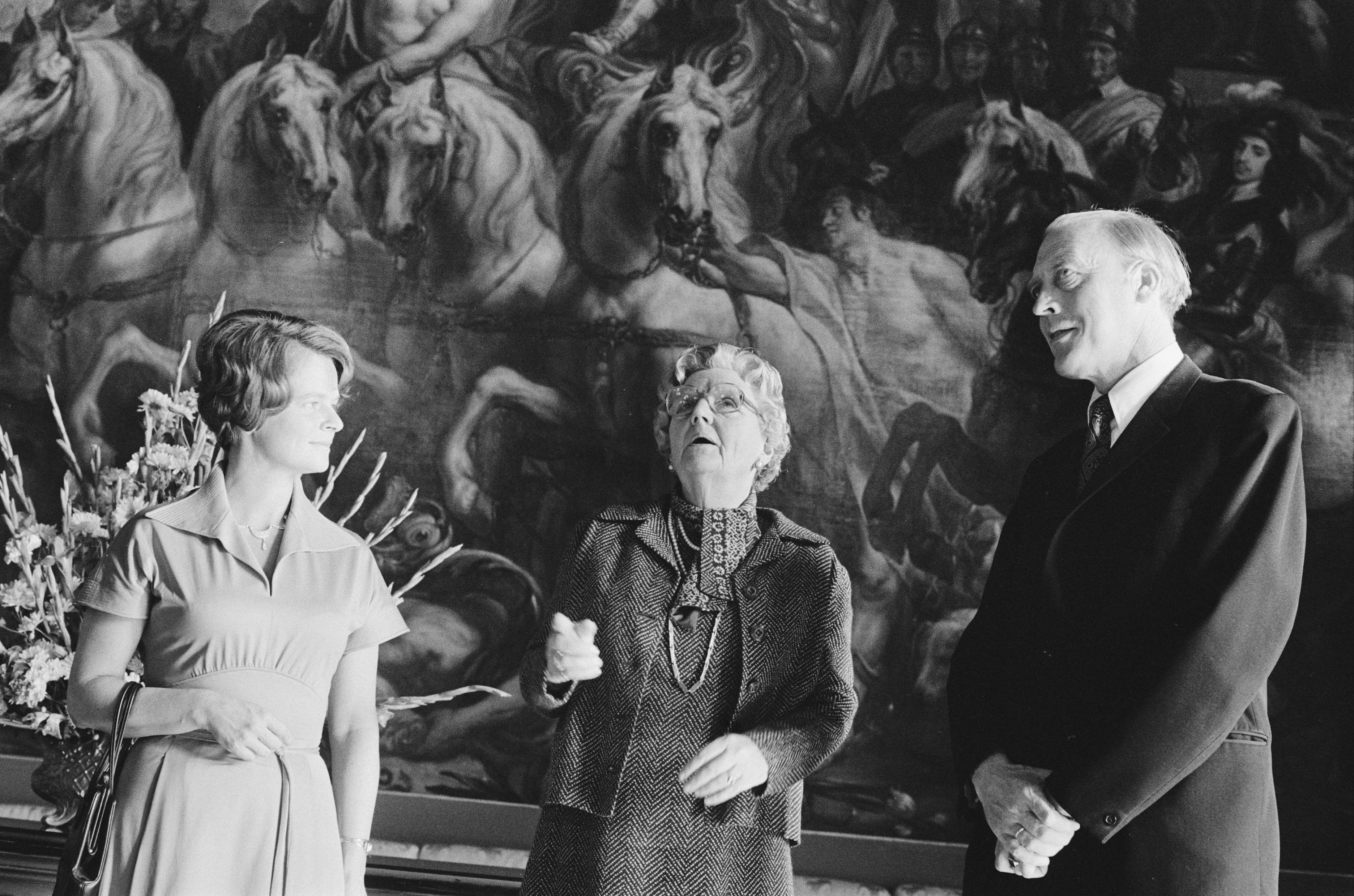
Minister Brundtland (links) en premier Nordli (rechts) ontvangen in Nederland door koningin Juliana in 1976

In 1974 verscheen ze ten tonele in de politiek, en dit als minister van milieu. Ze bekleedde de positie tot 1979, en dit in de kabinetten Bratelli II en Nordli.
Na een kabinetsherschikking in '79 verdwijnt ze uit de regering, ze neemt echter plaats in het Parlement. In de peilingen voor de verkiezingen van 1981 doet haar Sociaaldemocratische partij het niet zo goed, met name premier Nordli staat op verlies. In een poging om het tij te keren wordt Brundtland premier, dit als eerste vrouw ooit, en met haar 41 jaar ook toen de jongste ooit.
Bij de verkiezingen later dat jaar verliest haar partij echter fors, en komt in de oppositie terecht. In de verkiezingen van 1985 herstelt de partij zich, maar haalt niet genoeg zetels om in de coalitie in te breken.
In 1986 valt de conservatieve regering, waarop een nieuwe wordt gevormd met Gro Harlem Brundtland als premier. Haar tweede kabinet telde 8 vrouwen op 18 ministers. Ze publiceerde het Brundtland-rapport, een van de belangrijkste stukken over duurzame ontwikkeling. In de verkiezingen van 1989 verliest haar partij veel linkse stemmen aan de Sosialistisk Venstreparti, dit heeft als gevolg dat er weer een conservatieve coalitie gevormd werd zonder de sociaal democraten.
13 maanden later trok de Senterpartiet de stekker uit de coalitie. Als gevolg hiervan bracht Gro Harlem Brundtland een minderheidskabinet op de been. In haar 3de periode stonden vooral Europese kwesties op het menu. In oktober 1996 maakte ze bekend haar ambt neer te leggen.

### WHO
In 1997 was ze een van de kandidaten om Secretaris-generaal van de Verenigde Naties te worden, dit werd echter Kofi Annan.
Op 13 mei 1998 kwam ze echter aan het hoofd van de Wereldgezondheidsorganisatie, en dit voor een termijn van 5 jaar. In haar openingstoespraak zei ze: "Wat is de kern van onze missie? De bewijslast, het lijkt mij, de WHO, de naleving van de wettelijke en technische richting zorgen te nemen om de gezondheid van alle volkeren van de wereld te verbeteren. We moeten in staat zijn om advies te geven over de belangrijkste thema's voor de ontwikkeling en de vermindering van het lijden. Ons doel is voor mij om ziekte en slechte gezondheid te bestrijden - door het bevorderen van duurzame en rechtvaardige systemen van gezondheidszorg in alle landen." Voor haar werk ontving ze op 8 januari 2007 een eredoctoraat aan de Universiteit van Amsterdam bij gelegenheid van de 375ste dies natalis van de Amsterdamse universiteit.

## Onderscheidingen
In 2002 ontving zij de Four Freedoms Award voor vrijwaring van gebrek.

## Aanslag Noorwegen in 2011
Bij de aanslag op het eiland Utøya in 2011 ontliep ze de schietpartij. Ze was op de dag van de aanslagen op het eiland. Maar doordat de dader (Anders Behring Breivik) vertraging opliep op weg naar het eiland was ze al weg voor de schietpartij begon.
- Bibsys: 90127804
- Biblioteca Nacional de España: XX867503
- Bibliothèque nationale de France: cb12264825j (data)
- CiNii: DA15087534
- Gemeinsame Normdatei: 118964054
- International Standard Name Identifier: 0000 0000 8333 7493
- KulturNav: 5149180a-849b-4cba-847a-b6540af38253
- Library of Congress Control Number: n82025771
- Bibliotheek van het Japanse parlement: 00975893
- Nationale Bibliotheek van Tsjechië: jn20000700246
- Nationale bibliotheek van Australië: 36541089
- Nationale Bibliotheek van Israël: 987007583017505171
- Nationale Bibliotheek van Polen: a0000003689499
- Nationale en Universitaire bibliotheek Zagreb: 000149715
- Nederlandse Thesaurus van Auteursnamen: 136317111
- LIBRIS: 179439
- Système universitaire de documentation: 031432921
- Trove: 1281618
- Virtual International Authority File: 118914680
- WorldCat: E39PBJwMD88c6K99PvwJDy8XBP